# Chào mào mỏ lớn
Chào mào mỏ lớn (danh pháp hai phần: Spizixos canifrons) là một loài chim thuộc họ Chào mào (Pycnonotidae). Loài này phân bố ở đông nam châu Á từ Trung Quốc và Ấn Độ đến bán đảo Đông Dương.